# Pobočník Jeho Výsosti
Pobočník Jeho Výsosti je český komediální film z roku 1933 v režii Martina Friče, podle námětu Emila Artura Longena. Hlavní roli vytvořil Vlasta Burian. V roce 1934 natočil opět Martin Frič německou verzi, opět s Vlastou Burianem.

## Děj
Na louce právě probíhá souboj mezi nadporučíkem (rytmistrem) Aloisem Paterou (Vlasta Burian) a podplukovníkem Kinzem (Bedřich Vrbský) kvůli příteli Patery Richardu Mádrovi (Ladislav Hemmer). Ten totiž dluží Kinzlovi peníze z karet. Přijede však policejní rada Guth (Alexander Třebovský), Kinzl uteče a rada načape Pateru. A musí se hlásit veliteli pluku (Jaroslav Marvan), který mu oznámí, že se stal pobočníkem následníka trůnu, prince Evžena (Nora Stallich). Následník se má oženit s princeznou Annou Luisou (Suzanne Marwille), má však děvče Pepičku (Helga Nováková). Patera dostal od svého pána příkaz, že má přivést do baru Belveder Pepičku, s kterou se chce pán rozloučit. Patera se splete a místo Pepičky do baru odveze bardámu. Opije se s ní a užívá si. Vedle sedí Evžen sám a tajně ho sleduje Anna. Patera nemá na útratu a chce utéct v obleku houslistky. Čeká na něj eskorta a odveze ho právě ke Kinzlovi. Evžen za něj útratu zaplatil a ještě si s ním dojednal schůzku v restauraci U Maxima. Kinzl však dal Paterovi rozkaz, že se stává velitelem ospalé a nejhorší posádky v Rakousku-Uhersku, Mňuku. Před tím se ještě U Maxima setká s princem a řekne mu, co se mu stalo, aniž by věděl, že to je princ Evžen; on však ví, že Patera byl jeho pobočník. Evžen se také stane nástrojem Aloisovy pomsty… Pak jede Patera do Mňuku a udělá tam rozruch. Po půl roce dostane zprávu, že je povýšen a ještě dostal dovolenou v Praze, je však velmi zanedbaný, jako všichni vojáci posádky. Poprosí přítele Mádra aby se přimluvil u Kinzla, aby byl opět převelen do Prahy. Ten ho však vyžene a řekne mu, že hned musí opustit Prahu. Patera v hospodě U Maxima potká Evžena, řekne mu o Kinzlovi a Evžen ho poprosí, aby pomohl Pepičce, povede se mu to až na druhý pokus. Při cestě na nádraží Patera potká Kinzla a ten ho objedná k audienci jako nejhoršího důstojníka celého mocnářství. Při audienci Patera zjistí, že Evžen je princ, kterému jeden den dělal pobočníka. Na Evženův rozkaz nechá Patera vyhlásit alarm, po kterém Evžen jmenuje Kinzla velitelem Mňuku a Patera začne dělat kariéru…